# جیسون آنتونی ریچاردسون
جیسون آنتونی ریچاردسون (انگلیسی: Jason Richardson؛ زادهٔ ۲۰ ژانویهٔ ۱۹۸۱) بازیکن بسکتبال اهل ایالات متحده آمریکا است.
از باشگاه‌هایی که در آن بازی کرده‌است می‌توان به اورلندو مجیک، گلدن استیت واریرز، فینیکس سانز، شارلوت هورنتس، و فیلادلفیا سونتی‌سیکسرز اشاره کرد.